# هومستيد (فلوريدا)
هومستيد (بالإنجليزية: Homestead)‏ هي مدينة أمريكية تقع في ولاية فلوريدا. تبلغ مساحة هذه المدينة 37.2 (كم²)،ويبلغ عدد سكانها 31909 نسمة حسب إحصاء سنة 2010 م 31909.تشير إحصاءات سنة 2000م بأن الكثافة السكانية في هذه المدينة تقدر بـ(862.4) نسمة/كم2 

## المناخ
يظهر الجدول التالي التغييرات المناخية على مدار السنة لهومستيد:
| البيانات المناخية لـهومستيد       | البيانات المناخية لـهومستيد | البيانات المناخية لـهومستيد | البيانات المناخية لـهومستيد | البيانات المناخية لـهومستيد | البيانات المناخية لـهومستيد | البيانات المناخية لـهومستيد | البيانات المناخية لـهومستيد | البيانات المناخية لـهومستيد | البيانات المناخية لـهومستيد | البيانات المناخية لـهومستيد | البيانات المناخية لـهومستيد | البيانات المناخية لـهومستيد | البيانات المناخية لـهومستيد |
| الشهر                             | يناير                       | فبراير                      | مارس                        | أبريل                       | مايو                        | يونيو                       | يوليو                       | أغسطس                       | سبتمبر                      | أكتوبر                      | نوفمبر                      | ديسمبر                      | المعدل السنوي               |
| --------------------------------- | --------------------------- | --------------------------- | --------------------------- | --------------------------- | --------------------------- | --------------------------- | --------------------------- | --------------------------- | --------------------------- | --------------------------- | --------------------------- | --------------------------- | --------------------------- |
| متوسط درجة الحرارة الكبرى °ف (°م) | 76.5 (24.7)                 | 78.2 (25.7)                 | 80.2 (26.8)                 | 83.4 (28.6)                 | 86.6 (30.3)                 | 89.3 (31.8)                 | 90.5 (32.5)                 | 90.8 (32.7)                 | 89.3 (31.8)                 | 85.5 (29.7)                 | 80.9 (27.2)                 | 77.5 (25.3)                 | 84.1 (28.9)                 |
| المتوسط اليومي °ف (°م)            | 65.8 (18.8)                 | 67.3 (19.6)                 | 69.9 (21.1)                 | 72.9 (22.7)                 | 77.2 (25.1)                 | 80.8 (27.1)                 | 81.9 (27.7)                 | 82.4 (28.0)                 | 81.2 (27.3)                 | 77.7 (25.4)                 | 72.0 (22.2)                 | 67.8 (19.9)                 | 74.7 (23.7)                 |
| متوسط درجة الحرارة الصغرى °ف (°م) | 55.0 (12.8)                 | 56.5 (13.6)                 | 59.6 (15.3)                 | 62.4 (16.9)                 | 67.9 (19.9)                 | 72.3 (22.4)                 | 73.2 (22.9)                 | 73.9 (23.3)                 | 73.1 (22.8)                 | 69.8 (21.0)                 | 63.1 (17.3)                 | 58.2 (14.6)                 | 65.4 (18.6)                 |
| الهطول إنش (مم)                   | 1.42 (36)                   | 2.16 (55)                   | 2.50 (64)                   | 3.05 (77)                   | 5.87 (149)                  | 9.37 (238)                  | 6.82 (173)                  | 9.24 (235)                  | 8.40 (213)                  | 6.51 (165)                  | 2.59 (66)                   | 1.59 (40)                   | 59.52 (1٬511)               |
| المصدر: خدمة الطقس الوطنية        |                             |                             |                             |                             |                             |                             |                             |                             |                             |                             |                             |                             |                             |

## أعلام
- خوسيه خوسيه
- جون براون
- اريك فوستر
- لاسي شتورم
- ألان كامبل
- ريك كروفورد